# Dr. Lubos Kliniken Pasing

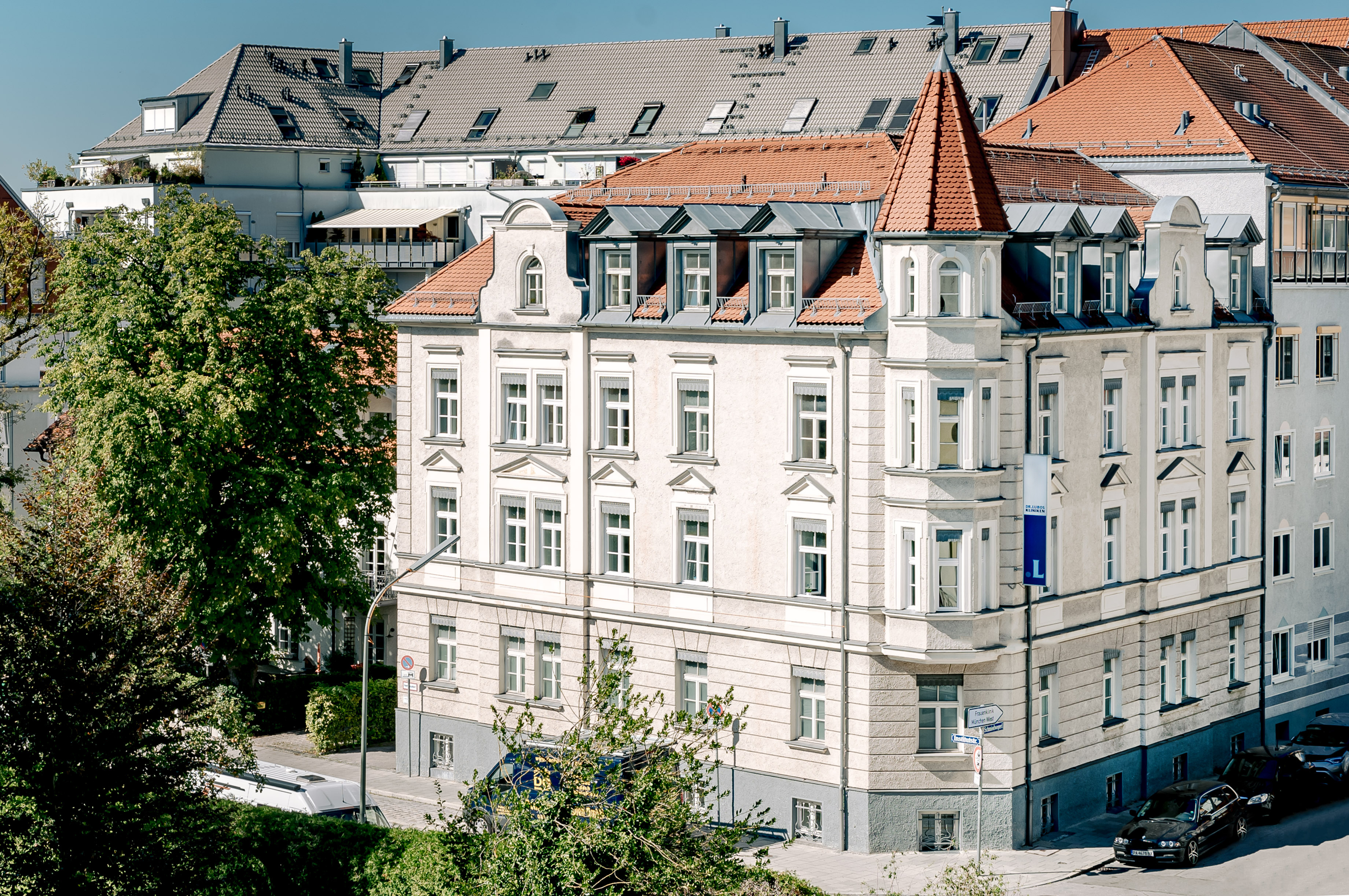
Außenansicht auf die Klinik am Schmiedwegerl 2–6 in Pasing

Die Dr. Lubos Kliniken Pasing sind eine chirurgische Privatklinik im Münchner Stadtteil Pasing. Die Klinik ist mit 45 Betten als Fachkrankenhaus in den Bereichen Chirurgie, Gynäkologie und Urologie Teil des Krankenhausplans des Freistaates Bayern. In der Klinik werden sowohl Kassen- als auch Privatpatienten behandelt.
Das Haus in Pasing ist Teil des privaten Klinikverbundes Dr. Lubos Kliniken, der im Jahr 2019 gegründet wurde.

## Geschichte
Die Klinik wurde 1951 von Dr. Wilhelm Krüsmann unter dem Namen “Frauenklinik Dr. W. Krüsmann” gegründet. Die Gründung fiel in eine Zeit, in der erstmals eine flächendeckende Versorgung mit Krankenhäusern gegeben war und immer mehr Frauen die geschützte Umgebung einer Klinik mit fester Belegschaft an Ärzten, Krankenschwestern und Hebammen einer Hausgeburt vorzogen. Besondere öffentliche Aufmerksamkeit erlangte die Klinik im Jahr 1957, als mit Thomas Seehaus der millionste Bürger Münchens in Pasing geboren wurde.
Die Klinik residierte von Anfang an im denkmalgeschützten Neurenaissance-Eckbau am Pasinger Schmiedwegerl. Genau wie die Stadt wuchs in den 1950er und 1960er Jahren auch die Klinik konstant, sodass 1962 die Eröffnung des nächsten Erweiterungsbaus erfolgte. Weitere Modernisierungen und die Schaffung neuer Abteilungen in den 1990er Jahren legten den Grundstein für eine kontinuierliche Erweiterung des medizinischen Behandlungsspektrums. So folgte auf eine umfassende Generalsanierung Anfang der 1990er Jahre im Laufe des Jahrzehnts die Schaffung weiterer Abteilungen für Sterilitätsmedizin, Pränatalmedizin, gynäkologische Endoskopie sowie Humangenetik.
2019 wurde die Frauenklinik durch die Betreiber der Chirurgischen Klinik Bogenhausen übernommen. Die Aufnahme markierte gleichzeitig die Gründung des Klinikverbunds Dr. Lubos Kliniken. Durch die Übernahme entstanden neben dem bisherigen Behandlungsspektrum in Pasing neue Zentren für Beckenbodenchirurgie, Endometriose- und Myomtherapie, minimalinvasive Gynäkologie und für geschlechtsangleichende Operationen.

## Gegenwart

### Leistungen
Der Schwerpunkt des gynäkologischen Behandlungsspektrums liegt vor allem auf Erkrankungen und Leiden des Beckenbodens, der Gebärmutter, der Eierstöcke und der äußeren Geschlechtsorgane. Insbesondere die Behandlung von Beckenbodenfunktionsstörungen, Senkungsbeschwerden, Inkontinenz sowie Blasen- und Darmschwächen bietet die Klinik in Zusammenarbeit mit dem Beckenbodenzentrum München an. Ein weiterer medizinischer Fokus liegt auf der Therapie von Myomen und Endometriose.
Das Haus bildet außerdem einen von zwei Standorten des Transgenderzentrums der Dr. Lubos Kliniken. Im Bereich Transgenderchirurgie gilt die Klinik als europaweit führend: Mittlerweile führt das Team um Oliver Markovsky über 750 geschlechtsangleichende Operationen pro Jahr durch.

### Zahlen
Vollstationäre Fallzahlen: 3229 (Stand 2020)